# Andrea Kékesy
Andrea Kékesy, född 17 september 1926 i Budapest, död i december 2024, var en ungersk konståkare.
Kékesy blev olympisk silvermedaljör i konståkning vid vinterspelen 1948 i Sankt Moritz.